# Ткачук Галина Сергіївна
Галина Ткачук (*27 серпня 1985, м. Хмельницький) — українська дитяча письменниця, літературознавиця, редакторка.

## Біографічні відомості
2002—2010 — навчалася в Національному університеті «Києво-Могилянська академія». 2010 року закінчила магістерську програму «Філологія. Історія, теорія літератури та компаративістика».
2011—2014 — аспірантка кафедри філології Києво-Могилянської академії (дослідження образу міста в українській дитячій прозі).
Працювала редакторкою, зокрема редагувала літературний додаток журналу для підлітків «Однокласник».
Викладала мову, читання та основи літтворчості в альтернативній Школі мрійників.
Працювала заводійкою книгоподій у Просторі української дитячої книги БараБука, вела дитячий літгурток Написатор та редагувала дбайливу серію для читачів-початківців Читальня видавництва Ранок, концепцію якої розробила спільно із Тетяною Стус.
Після оновлення шкільних навчальних програм її твори було включено до програми з літературного читання для школярів молодших класів.
Із січня 2022 проводить у Центральній бібліотеці ім. Т.Г.Шевченка для дітей м. Києва письменницькі клуби «П’ятниця. Вечір» для дітей і підлітків.
Твори Галини перекладено польською, англійською та болгарською мовами.

## Нагороди та стипендії
- 2024 — фантастична повість «Зврк» перемогла у номінації «Підліткова книжка року» у Топ БараБуки-2023.
- 2023 — книжка «Блакитний записник» увійшла у фінал Дитячої Книги року BBC-2023.
- 2023 — повість «Дуб Трьох Лісовиків» перемогла у номінації «Художня проза для молодшого шкільного віку» у Топ БараБуки-2022.
- 2020 — пізнавальна книжка «Школознавство» отримала спецвідзнаку Центральної бібліотеки ім. Т. Г. Шевченка для дітей м. Києва у рамках Топу БараБуки-2020:
- 2019 — фантастична повість «Білка Квасоля та Опівнічний Пожирака» увійшла у фінал Дитячої Книги року BBC-2019.
- 2019 — пізнавальна «Книжка про сміття» отримала відзнаку «Варто читати» від Незалежного журі Топу БараБуки-2019.
- 2016 — збірка дитячих страшилок «Тринадцять історій у темряві» стала Дитячою Книгою року BBC-2016.
- 2014 — повість для дітей «Вечірні крамниці вулиці Волоської» перемогла у книжковому рейтингу «ЛітАкцент року» у номінації «Проза й поезія для дітей», потрапила у список ТОП-6 найкращих видань для дітей від порталу БараБука, а також у Топ-10 найкращих книжок за «Рейтингом критика».
- 2012 — відзнака дитячого журналу «Ангелятко» Золота пір'їнка-2012.
- 2011 — стипендія Міністра культури і національної спадщини Республіки Польща «GAUDE POLONIA».
- 2010 — перша премія Всеукраїнського конкурсу на найкращі твори для дітей «Золотий лелека» за повість «Вікно до собаки».
- 2009, серпень — літературна стипендія Міжнародного будинку письменника та перекладача у м. Вентспілс, Латвія.
- 2002 — перемога у Міжнародному конкурсі найкращих творів молодих українських літераторів «Гранослов».

## Громадська позиція
У червні 2018 підтримала відкритий лист діячів культури, політиків і правозахисників із закликом до світових лідерів виступити на захист ув'язненого у Росії українського режисера Олега Сенцова й інших політв'язнів.

## Твори
Книжки
- 2025 — Котулаки і цвіт папороті / Ілюстратор Іван Кравець. — Харків, Ранок.
- 2024 — Джин та Зої: пригоди львівських собак-рятувальників / Ілюстраторка Валентина Романова. — Львів, Свічадо.
- 2024 — Сни пса Патрона / Ілюстраторка Валентина Романова. — Львів, Свічадо.
- 2023 — Щури, кнури і Миша / Ілюстраторка IRYNA SADOVA. — Київ, Портал.
- 2023 — Хто такі котулаки / Ілюстратор Іван Кравець. — Харків, Ранок.
- 2023 — Зврк / Ілюстраторка Дарина Козачук. — Харків, Vivat.
- 2023 — Блакитний записник / Ілюстраторка Марія Глушко. — Харків, Vivat.
- 2023 — Найважливіша книжка про зуби / Ілюстраторка Наталія Кудляк. — Харків, Vivat.
- 2022 — Дуб Трьох Лісовиків / Ілюстраторка Ксенія Маркевич. — Харків, Читаріум.
- 2020 — Школознавство / Ілюстраторка Юлія Твєрітіна. — Київ, Портал.
- 2019 — Білка Квасоля і Опівнічний Пожирака / Ілюстраторка Наталя Кащак. — Харків, Ранок.
- 2019 — Моя найтихіша книжка / Ілюстраторка Настя Сорожинська. — Харків, Ранок.
- 2019 — Книжка про сміття (написана у співавторстві із вісьмома авторами-підлітками). / Ілюстратор Антон Селлешій. — Львів, Видавництво Старого Лева, проект ЛакіБукс.
- 2018 — Зелена білка / Ілюстраторка Христина Лукащук. — Харків, Ранок.
- 2017 — Синя коробка / Ілюстраторка Мирослава Скіра. — Харків, Ранок.
- 2016 — Тринадцять історій у темряві / Ілюстраторка Ірина Мамаєва. — Київ, Темпора.
- 2016 — Великодній пікнік: книжка-розмальовка із завданнями й англійськими словами / Худож. К. Степаніщева. — Київ, Братське.
- 2014 — Вечірні крамниці вулиці Волоської, повість для дітей, Київ, Темпора, Прудкий равлик.
- 2012 — Найкращі часи, оповідання, Київ, Електрокнига.
- 2011 — Вікно до собаки, повість для дітей, Київ, Грані-Т.
- 2006 — Славка, повісті та оповідання, Львів, Кальварія.
- 2003 — Біле благо, поезія, Київ, Гранослов.

Двомовні видання
- 2016 — Гойдалка під кленом / The Swing under the Maple Tree: Книжка-білінгва / Худож. Оксана Була. — Київ, Братське.
- 2011 — Я та інші красуні/Ja i inne piękności, поезія, Bramsole.

Видання іншими мовами
- 2023 — Hałyna Tkaczuk Błękitny notes. Przekład: Aneta Kamińska / Ilustracje: Marija Hłuszko — Sejny, Fundacja „Pogranicze” i i Ośrodek „Pogranicze – sztuk, kultur, narodów”.

Твори в антологіях
- 2023 — Моя святкова бібліотека, Київ, Каламар.
- 2023 — Іграшок повний будинок, Чернівці, Чорні вівці.
- 2021 — Котигорошка. Заплутані казки, Харків, Ранок.
- 2019 — Фонтан казок. сучасні українські казки, Київ, Фонтан казок.
- 2018 —Антологія молодої української поезії III тисячоліття, Київ, А-БА-БА-ГА-ЛА-МА-ГА.
- 2016 — Хрестоматія сучасної української дитячої літератури для читання в 1,2 класах серії «Шкільна бібліотека», Львів, ВСЛ.
- 2016 — Хрестоматія сучасної української дитячої літератури для читання в 3,4 класах серії «Шкільна бібліотека», Львів, ВСЛ.
- 2016 — Чат для дівчат, Львів, ВСЛ.
- 2016 — Przewodnik po zaminowanym terenie. Helikopter — Antologia tekstów z lat 2011—2015, Ośrodek Postaw Twórczych, Biuro Festiwalowe.
- 2016 — Каїсе-дра росте, де хоче, Київ, Крок.
- 2014 — Wschód-Zachód. Wiersze z Ukrainy i dla Ukrainy, tłum. Aneta Kamińska, Miejskie Centrum Kultury w Bydgoszczy.
- 2013 — 30 wierszy zza granicy, młoda poezja ukraińska, tłum. Aneta Kamińska, Rzeszów, Biblioteka Nowej Okolicy Poetów.
- 2013 — На Великдень, Київ, Братське.
- 2011 — Як вони провели літо, книжка за 24 години, Obreey Projects.
- 2010 — Сновиди: Сни українських письменників, Київ, А-БА-БА-ГА-ЛА-МА-ГА.
- 2008 — Хлопчик-дівчинка, диск аудіопоезії, Київ, Маузер.
- 2008 — Харківська барикада № 2. Антологія сучасної літератури, Харків, Фоліо.
- 2007 — Дві тонни: Антологія поезії двотисячників, Київ, Маузер.

## Цитати
«Мені завжди подобалося щось вигадувати, не тільки історії. Якось із моєю найкращою подружкою М. ми вирішили понавигадувати нових чудових ігор, щоб грати на вулиці удвох. Аби не забути їх, вирішили скласти по одній грі на кожну літеру абетки. Улюбленою була на літеру У. Правила такі: коли тобі сумно, треба ввечері вийти надвір, залізти на високе дерево, повернутися обличчям до місяця і тихенько завести: „У-у-у-у-у-у!“. Ми жодного разу не грали в цю гру. По-моєму, ми жодного разу не грали у більшість вигаданих ігор. Але ж якою насолодою було саме вигадування!..»